# Acontia ruffinellii
Acontia ruffinellii is een vlinder uit de familie van de uilen (Noctuidae). De wetenschappelijke naam van deze soort is voor het eerst voorgesteld als Hoplotarache ruffinellii door Czesław Marian Bieżanko in een publicatie uit 1959.
De soort komt voor in Brazilië en Uruguay.